# Палестинцы
Палести́нцы (араб. الفلسطينيون‎, al-filasṭīnīyyūn, ивр. פלסטינים‎), или палести́нские ара́бы (араб. الفلسطينيين العرب‎, al-Filasṭīniyyīn al-ʿarab) — этническая группа арабов, проживающая на территории исторической Палестины на Западном берегу реки Иордан, в секторе Газа, Галилее и в Заиорданье. Являются продуктом смешения населения, некогда проживавшего на данной территории, в том числе самаритян и евреев, и полностью перенявшего арабскую культуру. Общая численность составляет около 13 млн чел. (по состоянию на 2018 год), из них 4,8 млн чел. проживает в диаспоре.
Палестинцы составляют основную часть населения на территории, контролируемой Палестинской национальной администрацией (ПНА) (3,761 млн чел.), и в Иордании (2,1 млн чел.). В Израиле проживает 2,065 миллиона арабов, из которых 8 % идентифицируют себя в первую очередь как палестинцы. Кроме того, палестинцы проживают и в остальных государствах ближневосточного региона — Сирии (44 тыс. чел.), Ливане (405 тыс. чел.) и др. По данным палестинского бюро статистики, в 2021 году количество палестинцев составило 13,8 млн человек, из них 6,2 млн проживают в арабских странах.
Подавляющее большинство придерживается мусульманского (в основном — сунниты, а также ахмадие), а меньшинство (6 %) христианского вероисповедания.
В то же время есть популярная точка зрения, что «палестинцы» — географическое понятие.

## Происхождение термина
Термин «Палестина» изначально был географическим и происходил от слова «Палешет» (ивр. פלשת‎), которым древние евреи обозначали территорию между нынешними Ашдодом и Газой вдоль берега Средиземного моря. Как политическая единица Палестина появилась в 1920 году, когда британцы, завоевавшие эту территорию, создали гражданскую администрацию для её управления. При этом в период британского мандата (до 1948 года) на английском и арабском языках эта территория официально называлась «Палестина», а на третьем официальном языке (иврите) к слову Палестина прибавлялось «Эрец-Исраэль» (Страна Израиля).

## Самоопределение

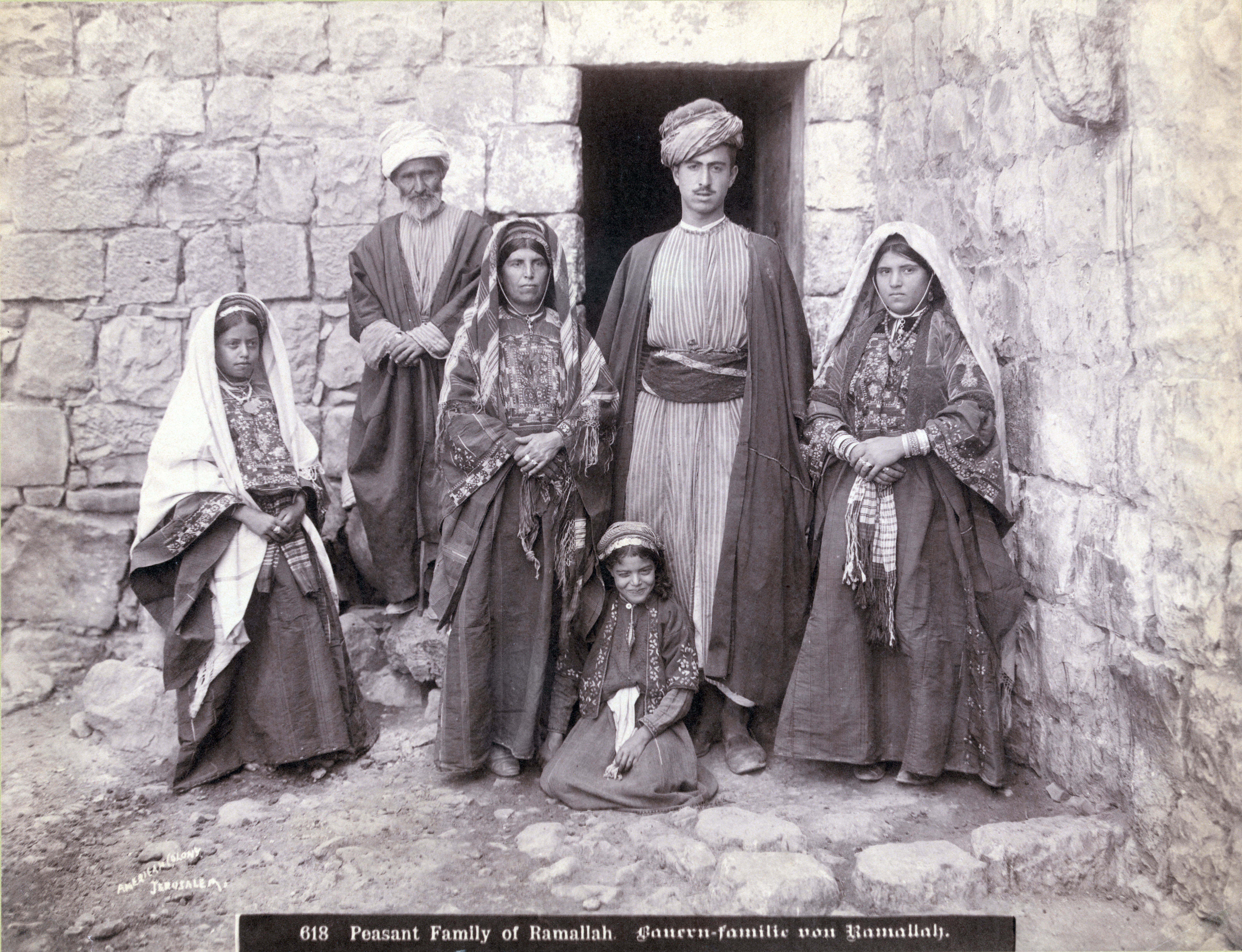
Крестьянская семья в Рамалле (1900—1910).

Согласно утверждению Организации освобождения Палестины (ООП) — политической организации, претендующей на представление интересов арабов, живших на территории подмандатной Палестины до Арабо-израильской войны (1947—1949), и их потомков, данному в палестинской Хартии:
Параграф 5. Палестинцами считаются арабские граждане, постоянно проживавшие в Палестине до 1948 года, вне зависимости от того, были они выселены или остались там. Все рождённые от палестинского отца после этой даты в Палестине или за её пределами также являются палестинцами.

Параграф 6. Евреи, традиционно проживавшие в Палестине до сионистского вторжения, также должны рассматриваться как палестинцы.

## Палестинские племена
Палестинское общество на Западном берегу и в секторе Газа выделяется тремя формами семейных связей, а именно: племена, род (клан, хамула) и видные семьи (городская элита, формация, типичная для арабских стран в Османской Империи). Каждый из этих видов имеет схожий и широкий характер внутриклановых отношений. Также это касается обязательств, определённых форм этики (особенным образом это касается мужской части населения), неофициальных форм отношений и культурных рамок. Эти составляющие элементы внутриклановых отношений имеют отличительный характер.
Южную часть Палестины населяли четыре арабских племени, включающие большое количество родов и распределяющихся по округу Бир ас-Саба, или Беэр-Шева, а также большую часть пустыни Негев. Эти племена жили достаточно закрытой общностью и по этой причине сохранили древние арабские традиции. Эти четыре племени носят следующие названия:
- Аль-Джаббарат — берёт своё начала из Аль-Хириййиса, племени Джузам.
- Аль-Таййахи[англ.] — уходит корнями в племена Аус и Хазрадж.
- Аль-Тарабин — происходит от курейшитов.
- Аль-Азазиме[англ.] — берёт начало от племени аль-Шарарат от Бану Кальб[31].[неавторитетный источник]

## Предположения о происхождении палестинцев

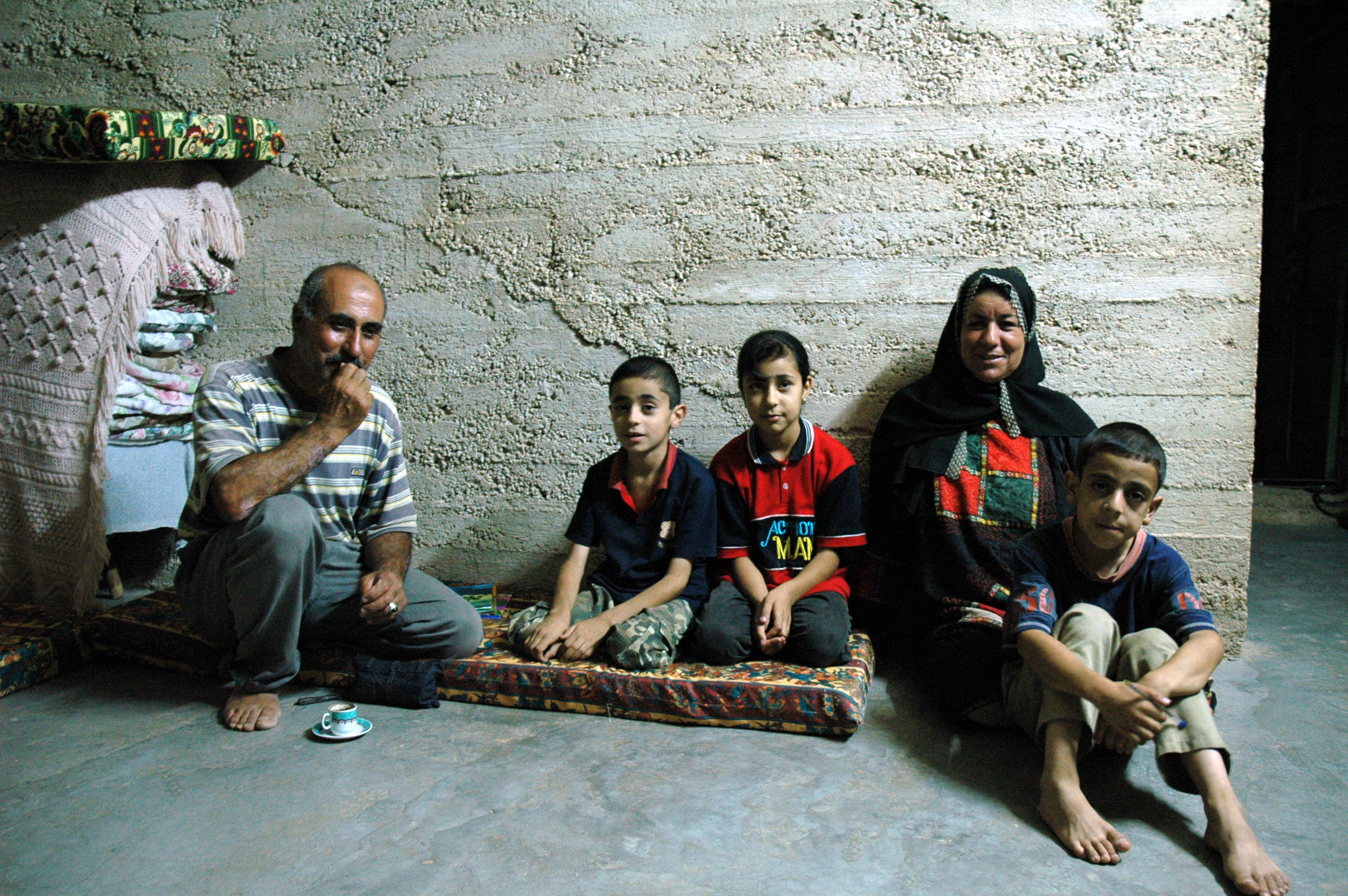
Палестинская семья в деревне Янун. 2004 год.

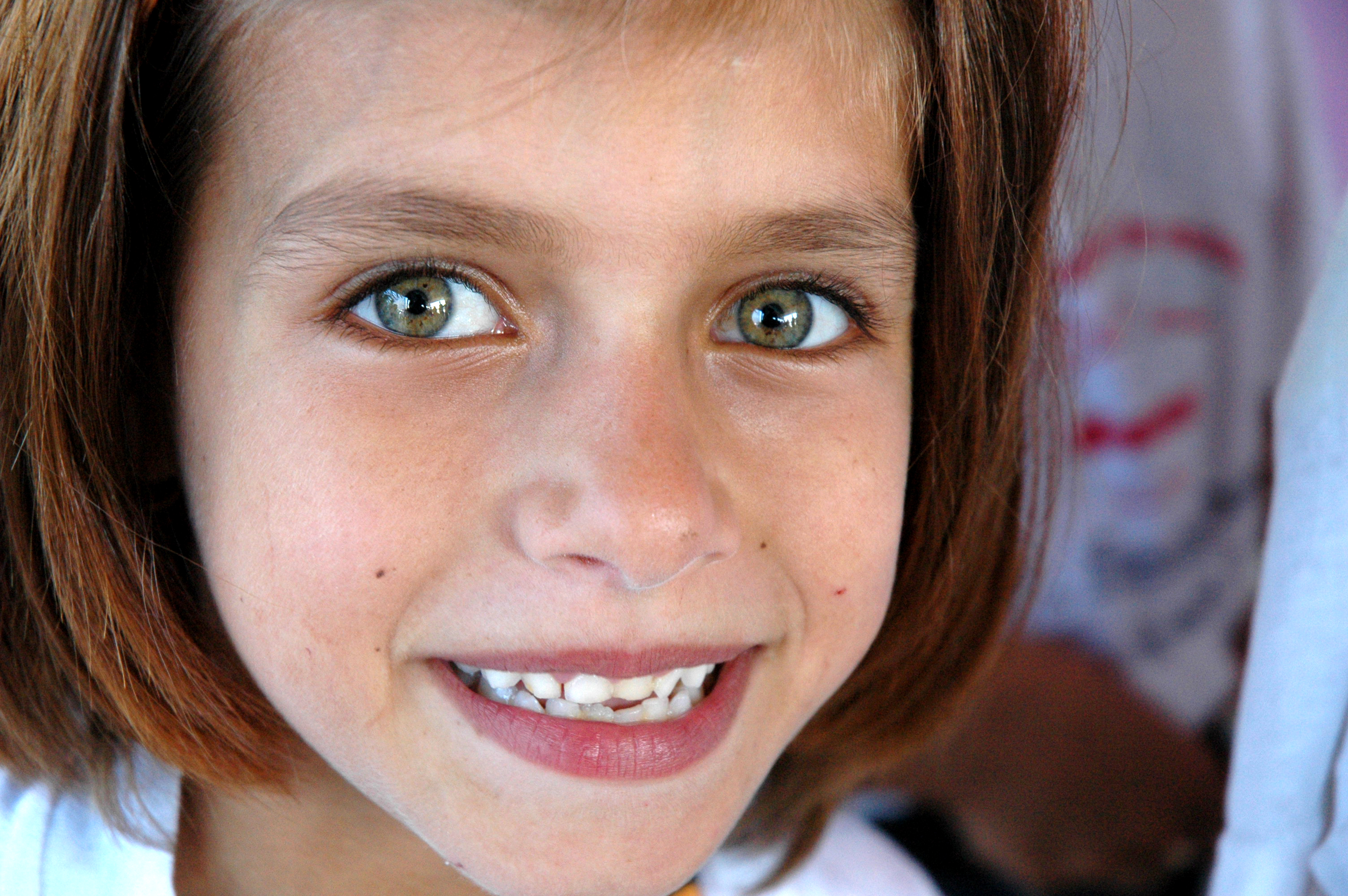
Палестинская девочка из Калькилии.

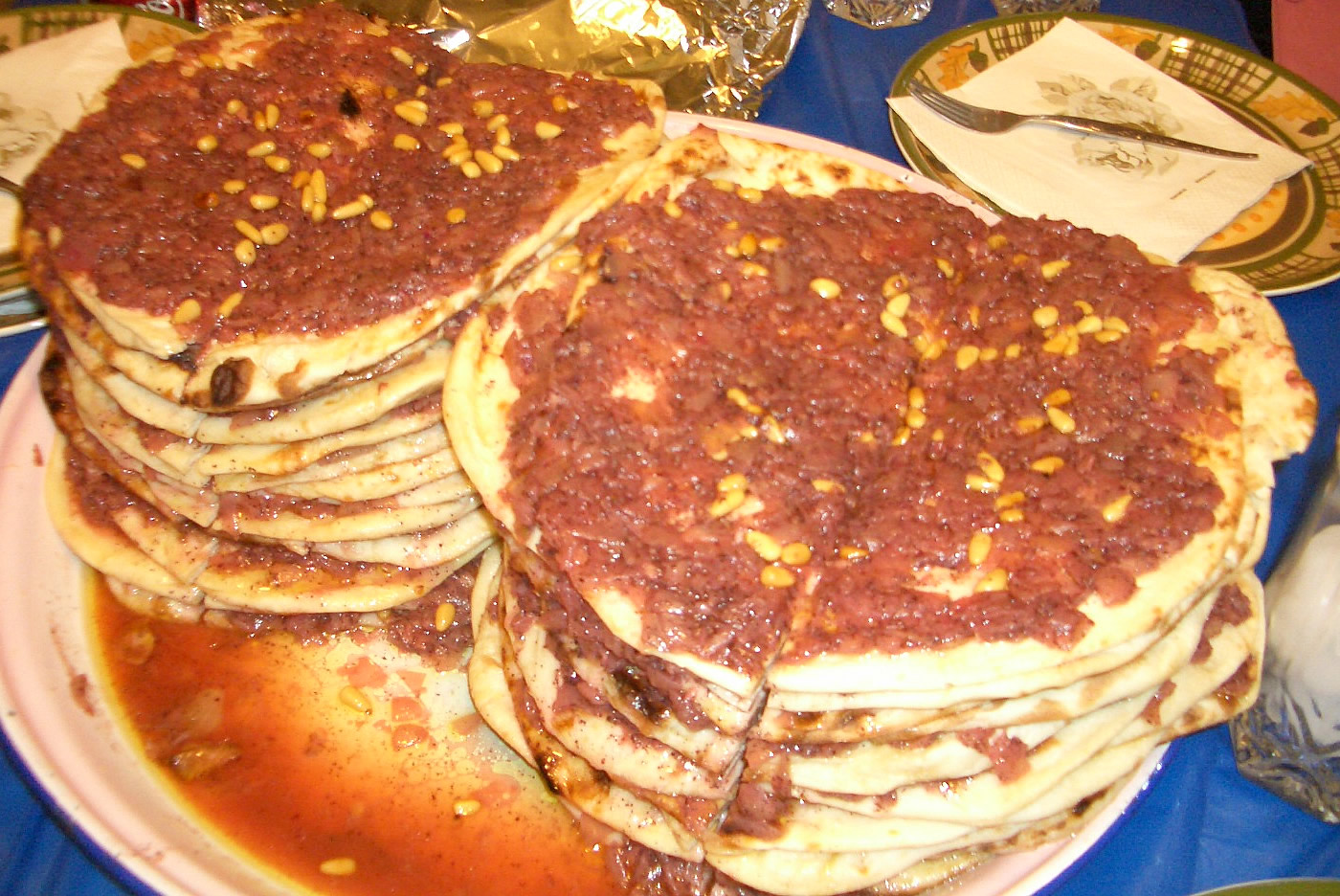
Мусахан — палестинское блюдо.

Некоторые авторы утверждают, что палестинцы являются потомками коренных жителей Палестины, проживавших здесь ещё до заселения земли евреями, произошедшем в XIII веке до нашей эры. Согласно этим авторам, палестинцы — это потомки ханаанцев и филистимлян, смешанные с потомками других народов, вторгавшихся в Ханаан в течение истории — евреев, арабов, вавилонян, хеттов, египтян, персов, греков, римлян и турок. По этой версии в VII веке после вторжения арабов, местное население приняло ислам и постепенно перешло на арабский язык.
Ясир Арафат заявлял, что он потомок древнего доеврейского населения Ханаана. Это, по мнению палестинцев, доказывает их право на Палестину, поскольку по этой версии они появились в стране ещё раньше появления евреев, пришедших из Египта.
Большинство генетических исследований указывает на высокое сходство между генами евреев и палестинцев.
Джеймс Паркс, один из специалистов по истории Палестины, отрицает отнесение палестинцев какому-либо одному определённому народу, включая арабов. Он писал в книге «Чья земля?», что «до 1914 года основная часть населения Палестины не имела никаких чувств принадлежности к чему-либо более существенному, чем к своей деревне, клану или конфедерации кланов. […] до этого момента невозможно было говорить о принадлежности [их] к какой-то национальности, и что слово „араб“ надо было использовать осторожно. Оно было применимо к бедуинам и к части горожан и знати, однако не годилось для описания основной массы сельского населения крестьян-фаллахов».
Согласно Парксу, в XIX веке было собрано достаточно «надежной информации об их обычаях, религии и происхождении». Оказалось, что «древнейшим элементом среди фаллахов были не арабы; когда арабы пришли в Палестину, фаллахи уже были там». Это доказывается, по словам Паркса, «наличием обычаев, которые не были продуктом ислама, а напоминали в некоторых случаях пра-израэлитскую религию, а в некоторых случаях — фрагментарный еврейский свод законов»
Паркс писал: «Пришельцы (арабы) никогда не были достаточно многочисленны, чтобы вытеснить существующее население. … можно с полным основанием сказать, что древнейший элемент палестинских крестьян состоит в основном из бывших евреев и бывших христиан. …Существуют целые деревни, которые сегодня мусульманские, но на протяжении двух последних веков были христианскими и еврейскими.»
В период османского владычества (1517—1917 гг.) национальной самоидентификации населения Палестины не уделялось никакого внимания. Все регистрационные записи этого периода делались исключительно по религиозным признакам, без упоминания национальной принадлежности. Этот же критерий был использован Британским мандатом (1923—1948 гг.).

## Отрицание существования палестинского народа
Ряд источников отрицают существование палестинского народа как такового. Археолог и востоковед Михаэль Чернин отмечает важные для дискуссии о существовании палестинского народа обстоятельства:
- Палестинская идентичность начала формироваться довольно поздно, главным образом как ответ на противостояние с еврейским национальным движением.
- Её идеологи зачастую рассматривают палестинцев скорее как политическую, а не этническую общность.
- В стремлении создать собственный национальный нарратив, противопоставленный еврейскому, нередко появляются теории о происхождении палестинцев, которые не имеют научного обоснования.

Аргументы сторонников этого подхода следующие:
- до 1967 года не известны упоминания палестинцев в качестве отдельного народа;
- не существует и не существовало прежде ни палестинского языка, ни палестинской культуры, ни каких-либо иных признаков, по которым палестинских арабов можно было отличить от арабов Египта, Ливана или Иордании;
- даже в то время, когда эта территория находилась под арабским контролем, не существовало государства, называемого «Палестина» и управляемого палестинцами. По этому поводу один из крупнейших востоковедов Бернард Льюис сказал[43]:

С конца существования Еврейского государства в древности и вплоть до Британского мандата регион, ныне обозначаемый как Палестина, никогда не был страной и не имел четких границ, только административные пределы.
После Первой мировой войны в Иерусалиме издавалась арабская газета «Южная Сирия», обращавшаяся к своей аудитории как к «арабам» и «народу Южной Сирии».
Существование палестинского народа отрицали также лидеры арабских националистов. В частности, в 1937 году арабские лидеры  заявили членам британской Комиссии Пиля, что термин «Палестина» — это вообще «выдумка сионистов».
Высказывание с утверждением, что Палестина принадлежит Сирии, а никакого «палестинского народа» не существует делал также президент Сирии Хафез Асад. «Все знают, что Палестина есть не что иное, как южная часть Сирии» утверждал в 1956 году, перед Генеральной Ассамблеей Организации Объединённых Наций основатель и первый глава ООП Ахмед Шукейри, в то время представитель Саудовской Аравии в ООН.
Палестинские лидеры не раз открыто заявляли, что палестинцы — не отдельный, особый народ. Так, 14 марта 1977 года, в интервью журналу Newsweek глава Политбюро ООП Фарук Каддуми сказал: «Иорданцы и палестинцы рассматриваются ООП как единый народ».
Бывший глава военного отдела и член Исполнительного Совета ООП, в то время стоявшей на позициях панарабизма, Зухейр Мохсен (Захир Мухсейн), в 1977 году в интервью голландской газете «Трау» отрицал существование палестинского народа, а создание палестинского государства рассматривал только как «средство продолжения нашей борьбы против государства Израиль за арабское единство»:
«На самом деле нет никакого различия между иорданцами, палестинцами, сирийцами и ливанцами. Все они — часть одной (арабской) нации. […] По тактическим соображениям не может Иордания, которая является государством с определёнными границами, предъявить претензии на Хайфу и Яффо. Но в качестве палестинца я, безусловно, могу требовать Хайфу, Яффо, Беэр-Шеву и Иерусалим. Однако в тот момент, как мы вернём себе наши права на всю Палестину, мы не будем мешкать ни минуты, чтобы объединить Палестину с Иорданией.»
Король Иордании Хуссейн на заседании Лиги арабских государств в Аммане в ноябре 1987 года заявил: «Возникновение палестинской национальной общности как народа стало ответом на притязания, что Палестина принадлежит евреям».
По словам премьер-министра Израиля Голды Меир, до провозглашения государства Израиль в 1948 году палестинцами называли проживающих в Палестине евреев. Об этом же писал в своей книге «Место под солнцем» ещё один премьер-министр Израиля Биньямин Нетаньяху. При этом Palestine Post была еврейской газетой, а Палестинский филармонический оркестр — еврейским коллективом. Британцы называли палестинцами еврейских солдат британской армии, в частности бойцов «Еврейской бригады». В литературе первой половины XX века евреев на территории Палестины называют «палестинцами», а арабов — «арабами». Так же они названы в частности в романе известного американского писателя Леона Юриса «Эксодус». Более того, палестинцами называли даже евреев, живущих в Европе, подчёркивая их чужеродность. Так, Иммануил Кант писал о европейских евреях как о «палестинцах, живущих среди нас».
Лозунг «Свободу Палестине!» (Free Palestine!) в 1930-х годах выдвинули американские сионисты, авторы пьесы «Рождение флага» — Бен Гехт и Хилель Кук. Они создали в 1944 году Американскую лигу освобождения Палестины. Под этим лозунгом изгонялись британские колониалисты, а затем войска арабских стран во время Войны за Независимость Израиля.

Министр в правительстве Хамаса в Газе Фатхи Хамад: 
…Слава Аллаху, у нас всех есть арабские корни, каждый палестинец в Газе и на Западном берегу может похвастаться предками из Саудовской Аравии, Йемена или ещё откуда-нибудь. Мы все связаны кровными узами. <…> Я про себя расскажу. Я — наполовину египтянин. В Газе живёт 30 кланов с фамилией аль-Масри (египетский). Братья! Половина палестинцев — египтяне, а вторая половина — саудовцы! Кто такие палестинцы? Да это люди, чьи предки перебрались сюда из Каира, Александрии, из Асуана, из Верхнего Египта. Мы все египтяне!…

## Беженцы
В ходе Арабо-израильской войны 1947—1949 годов значительная часть арабов — жителей Палестины, по призыву своих духовных лидеров, а также, по принуждению израильских войск, покинули места своего проживания, находящиеся на территории, определённой для еврейского государства, согласно резолюции ООН о разделе Палестины, и части территории, определённой под арабское государство и переселились на территории, определённые той же резолюцией для арабского государства: оккупированный Иорданией Западный берег реки Иордан и оккупированный Египтом Сектор Газа. Часть палестинских арабов также эмигрировала в другие арабские государства, в частности в Сирию и Ливан. Ни одно арабское государство, за исключением Иордании, не предоставило переселившимся на её территорию палестинским арабам гражданства и сопутствующих прав, и не приняло усилий для их абсорбции, несмотря на их тяжёлое гуманитарное положение в первые годы.
Созданное ООН в декабре 1949 года Ближневосточное агентство ООН для помощи палестинским беженцам и организации работ (БАПОР) признаёт в качестве беженцев перемещённых во время войн палестинцев и их потомков. Это единственная группа вынужденных мигрантов в мире, к которой применяется правило признания беженцами потомков, родившихся за пределами страны.
По данным ООН численность зарегистрированных БАПОР палестинских беженцев на июнь 2023 года — 5,94 млн человек.

## ООН

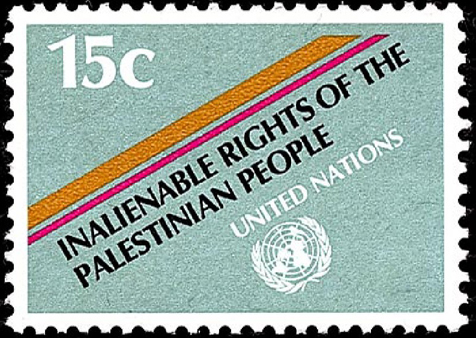
Почтовая марка ООН, посвящённая правам палестинского народа, 1981 год (Нью-Йорк — Скотт #343, Женева — Скотт #98, Вена — Скотт #17)

По предложению Генеральной Ассамблеи ООН начиная с 1978 г. 29 ноября отмечается Международный день солидарности с палестинским народом. В этот день в 1947 году Генеральная Ассамблея рекомендовала план раздела Палестины.
Политические права палестинского народа были впервые четко изложены в резолюции Генеральной Ассамблеи 3236 (XXIX) от 22 ноября 1974 года, которая до сих пор является главным подтверждением основных прав палестинского народа.

## Общество

### Язык
Палестинский диалект арабского языка является подгруппой более широкого Левантийского арабского диалекта. До исламского завоевания и арабизации Леванта в VII веке основными языками, на которых говорили в Палестине преимущественно христианские и еврейские общины, были арамейский, греческий и сирийский. На лексику палестинского диалекта, как и другие варианты Левантийского диалекта, оказали существенное влияние арамейские языки.
Палестинский диалект имеет три основных подвида: сельский, городской и бедуинский, причем произношение Qāf служит шибболетом для их различия: городская разновидность имеет звук [Q], в то время как сельская разновидность (говорят в деревнях вокруг крупных городов) произносят не [Q], а [K]. В бедуинской разновидности (распространенной главным образом в южном регионе и вдоль долины реки Иордан) вместо [Q] используется [G].
Барбара Мак-Кин Парментер отметила, что арабам Палестины приписывают сохранение оригинальных семитских топонимов многих мест, упомянутых в Библии, как это было задокументировано американским географом Эдвардом Робинсоном в XIX веке.
Палестинцы, которые живут или работают в Израиле, как правило, также могут говорить на современном иврите, как и некоторые из тех, кто живёт на Западном берегу и в Секторе Газа.

### Образование
Согласно докладу по программе развития ООН за 2014 год, уровень грамотности в Палестине составил 96,3 %, что является высоким показателем по международным стандартам. Существует разница по полу в возрасте старше 15 лет: 5,9 % женщин считаются неграмотными по сравнению с 1,6 % мужчин. Неграмотность среди женщин снизилась с 20,3 % процента в 1997 году до менее чем 6 % в 2014 году.
В 1960 году процент подростков, обучающихся в средней школе, был выше, чем в Ливане. Клод Шессон министр иностранных дел Франции во время первого президентства Миттерана, в середине восьмидесятых годов заявил, что «даже 30 лет назад [палестинцы], вероятно, уже имели самую большую образованную элиту среди всех арабских народов».
Вклад в палестинскую арабскую культуру внесли такие представители диаспоры, как Эдвард Саид и Гада Карми, арабские граждане Израиля, такие как Эмиль Хабиби.

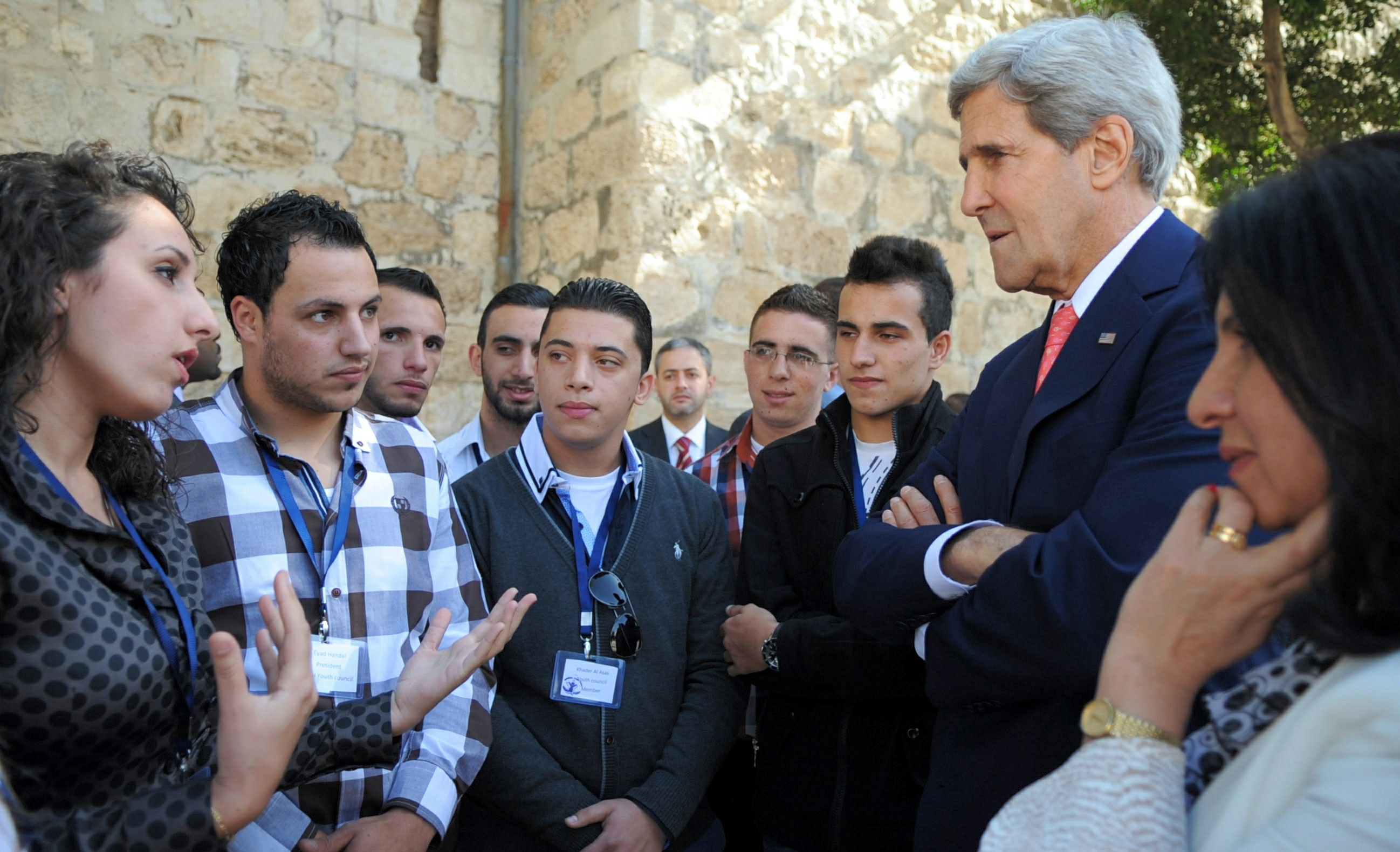
Палестинские студенты и Джон Керри
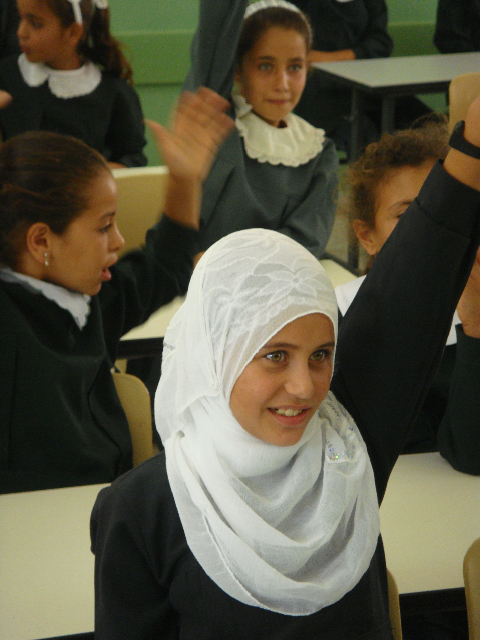
Палестинские школьники
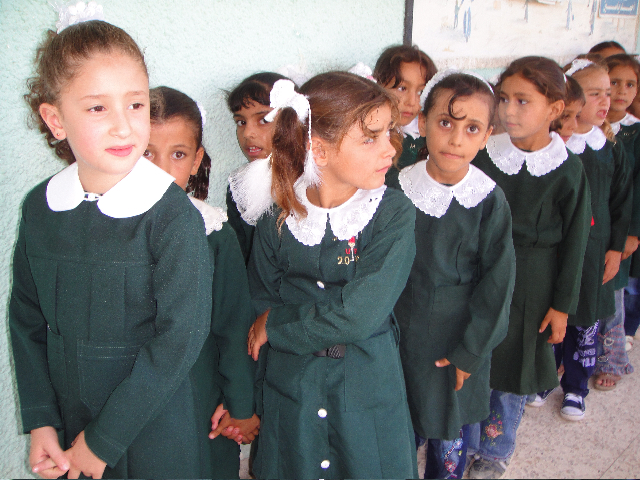
Палестинские школьники
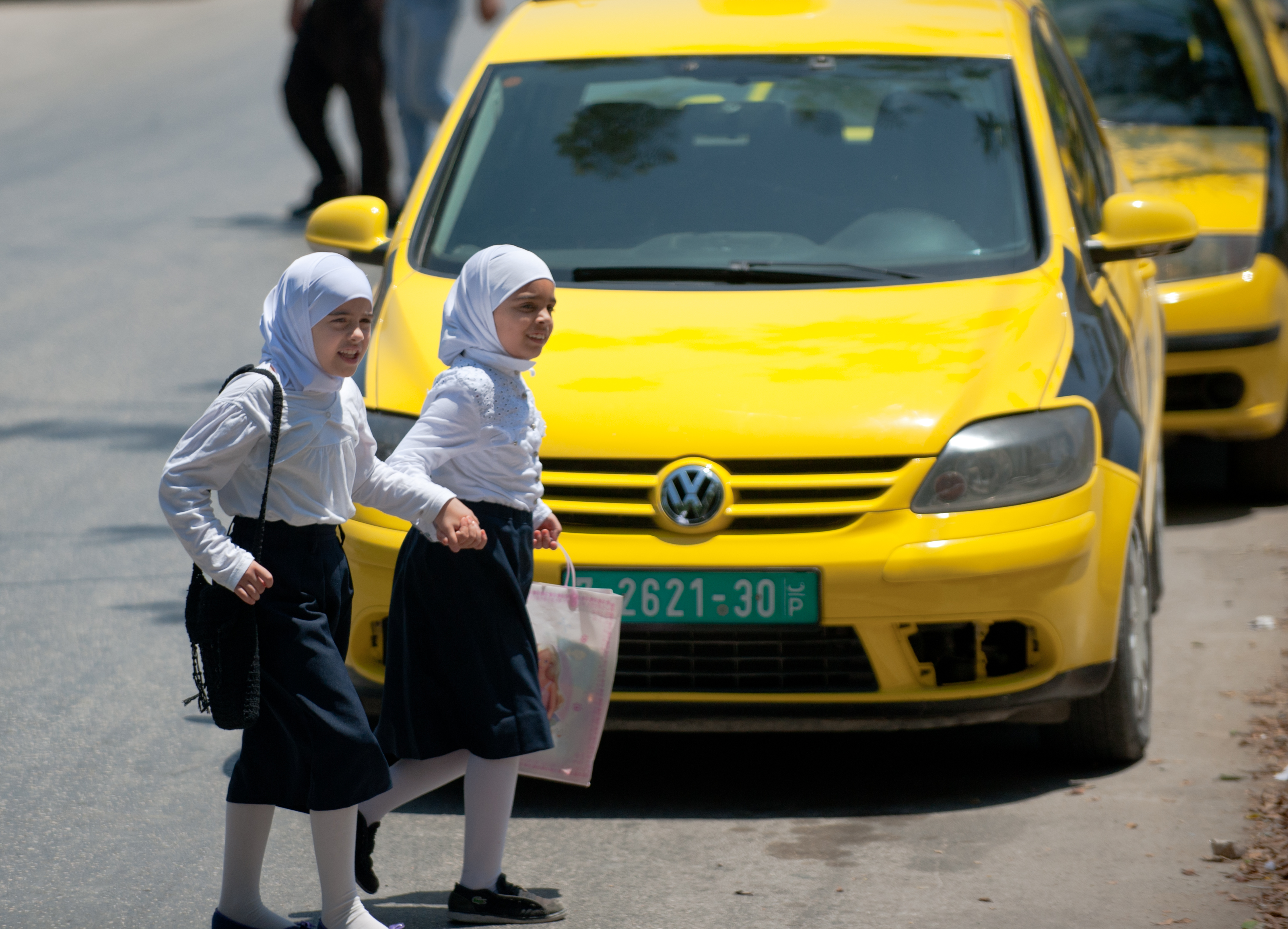
Палестинские школьники в Наблусе

## Культура
Али Клейбо, палестинский антрополог, критиковал мусульманскую историографию за то, что она приписывает начало палестинской культурной идентичности приходу ислама в VII веке. Описывая эффект такой историографии, он пишет:
Языческое происхождение отрицается. Таким образом, народы, населявшие Палестину на протяжении всей истории, дискурсивно отменили свою собственную историю и религию, приняв религию, язык и культуру ислама .
То, что крестьянская культура большого числа феллахов проявляла черты культур, отличных от ислама, было заключением, к которому пришли некоторые западные учёные и исследователи, которые нанесли на карту и обследовали Палестину во второй половине XIX века, и эти идеи должны были повлиять на дебаты XX века о палестинской идентичности местными и международными этнографами. Вклад Тауфика Ханаана и других палестинских писателей, опубликованных в Журнале палестинского восточного общества (1920—1948 годы), был обусловлен опасением, что «местная культура Палестины» и в частности крестьянское общество подрывается силами современности:
Скрытая в их учении (и сделанная явной самим Ханааном) была ещё одна тема, а именно то, что крестьяне Палестины представляют через свои общепринятые нормы… Живое наследие всех накопленных древних культур, появившихся в Палестине (главным образом ханаанской, филистимской, еврейской, набатейской, сиро-арамейской и арабской).
Палестинская культура тесно связана с культурой соседних левантийских стран, таких как Ливан, Сирия и Иордания, а также арабского мира. Культурные вклады в области искусства, литературы, музыки, одежды и кухни выражают особенности палестинского опыта и демонстрируют признаки общего происхождения, несмотря на географическое разделение между палестинскими территориями, Израилем и диаспорой.

### Кухня
История правления над Палестиной различных государств и народов отражена в палестинской кухне, которая переняла многое из различных культур. Современная сирийско-палестинская кухня оказались под влиянием трёх основных исламских кулинарных культур: собственно арабской, персидской и турецкой. Арабы, завоевавшие Левант, имели простые кулинарные традиции, основанные главным образом на использовании риса, баранины и йогурта, а также фиников. И без того простая кухня не развивалась в течение столетий из-за строгих правил ислама о бережливости и сдержанности, вплоть до возвышения Аббасидов, которые основали Багдад в качестве своей столицы. Багдад исторически располагался на персидской земле, и с тех пор персидская культура была интегрирована в арабскую культуру в течение IX—XI веков и распространилась по всем центральным районам империи Аббасидов.
Есть несколько продуктов родом из Палестины, которые хорошо известны в арабском мире, такие как кнафе, сыр наблуси, сыр аккави (сыр Акры) и Мусахан. Ещё одно очень популярное блюдо — кофта (или куфта).
Меззе — это ассортимент закусок, разложенных на столе для приёма пищи; приём закусок может длиться в течение нескольких часов, что характерно для средиземноморских культур. Некоторые распространённые блюда меззе — это хумус, табуле, баба гануш, лабане и зате у заатар, который представляет собой лаваш, обмакнутый в оливковое масло, молотый тимьян и семена кунжута.
Основные блюда, которые едят на всей палестинской территории, включают долму — варёные виноградные листья, обёрнутые вокруг варёного риса и молотого ягнёнка. Махаши — это ассортимент фаршированных овощей, таких как кабачки, картофель и капуста.

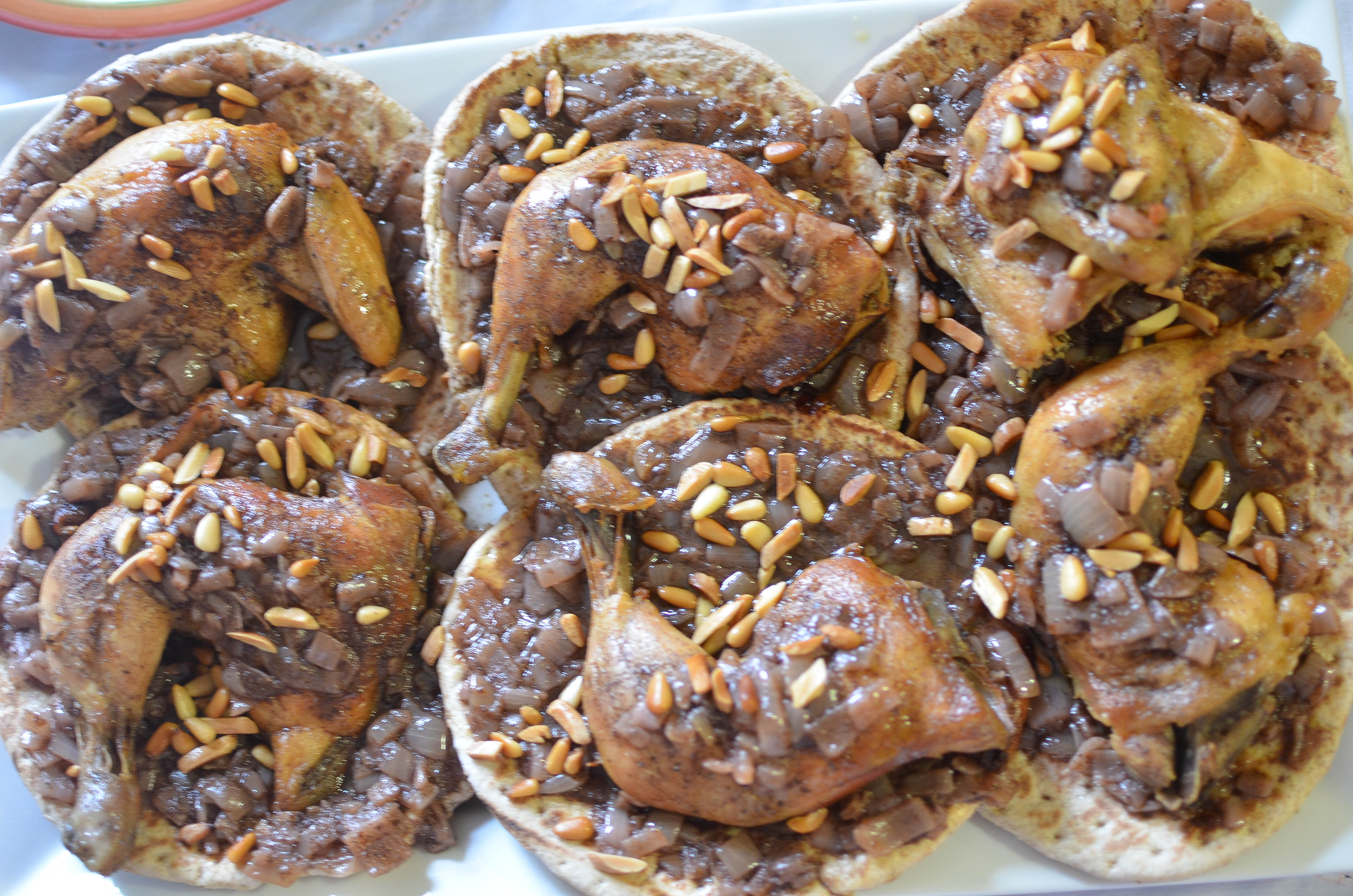
Мусахан: палестинское национальное блюдо.
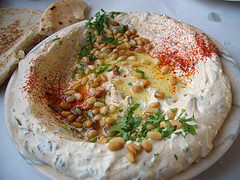
Тарелка хумуса, украшенная паприкой, оливковым маслом и кедровыми орешками.
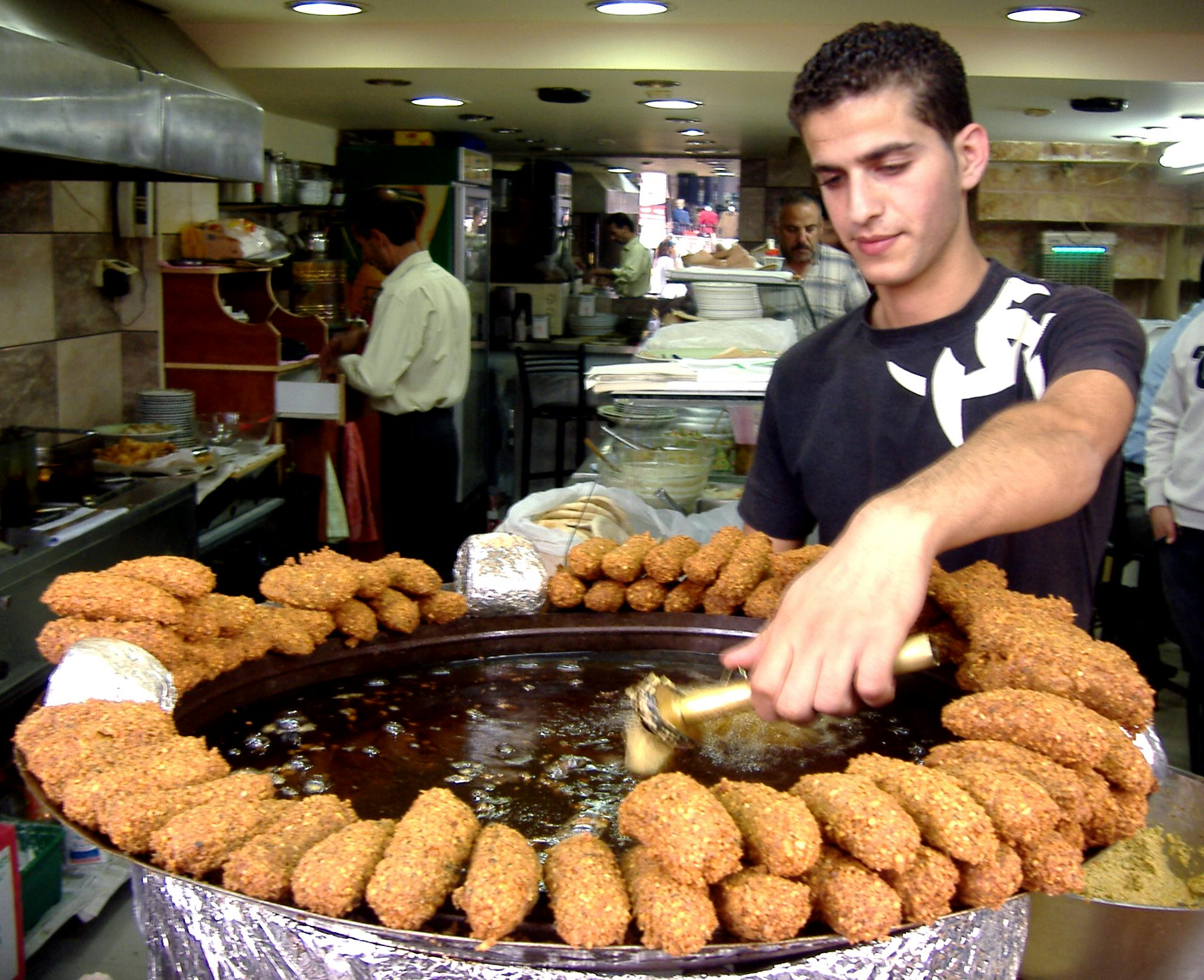
Палестинский юноша, подающий фалафель в Рамалле.
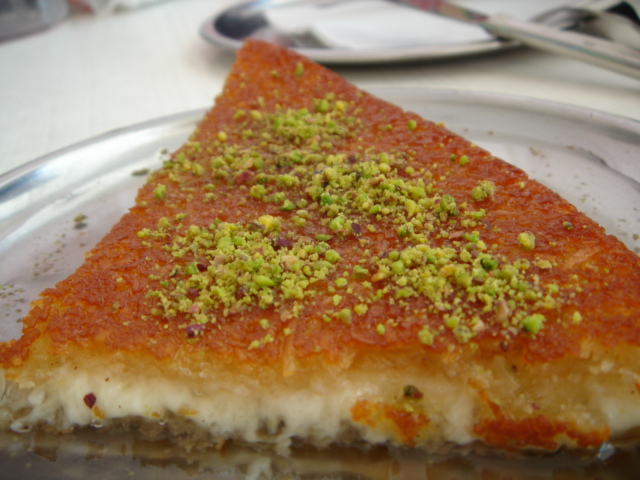
Кнафе: палестинский десерт.

### Ремёсла
Большое разнообразие ремёсел, многие из которых производились на территории исторической Палестины на протяжении сотен лет, продолжает производиться и сегодня. Палестинские ремёсла включают в себя вышивку и ткачество, гончарное дело, мыловарение, стеклоделие, резьбу по оливковому дереву и перламутру.

### Традиционная одежда
В прошлом по внешнему виду можно было понять, богат ли человек, так как чем проще он был одет, тем беднее был. Основной же частью одежды при любом материальном положении оставался камиз (или шальвар-камиз). Цвет его также говорил о социальном положении: белый камиз носили наиболее богатые, а феллахи и бедуины — тёмно-синий. Пояс (зинар) мог быть как из кожи, так и из верблюжьего волоса и являлся вторым по значимости элементом одежды, особенно для феллахов и бедуинов: за него можно было подоткнуть камиз таким образом, что образовывался карман, куда можно было класть различные предметы.
Иностранцы, путешествовавшие в Палестине в конце XIX и начале XX веков, часто комментировали богатое разнообразие костюмов среди жителей этого региона, особенно среди феллахов и деревенских женщин. До 1940-х годов экономический статус женщины, будь то замужняя или незамужняя, а также жившая в городе или деревне, откуда она была родом, мог быть расшифрован большинством палестинских женщин по типу ткани, цвету, крою и мотивам вышивки (или их отсутствию), используемым для платья, похожего на халат, или туб (по-арабски).
Новые стили одежды стали появляться в 1960-х годах. Например, платье с шестью ветвями, названное в честь шести широких полос вышивки, спускающихся от талии. Эти стили пришли из лагерей беженцев, особенно после 1967 года. Отдельные деревенские стили были утрачены и заменены другими стилями. Шаваль, стиль, популярный на Западном берегу и в Иордании, вероятно, развился из одного из многих стилей вышивания в лагерях беженцев. Это была более короткая и узкая форма с западным кроем.

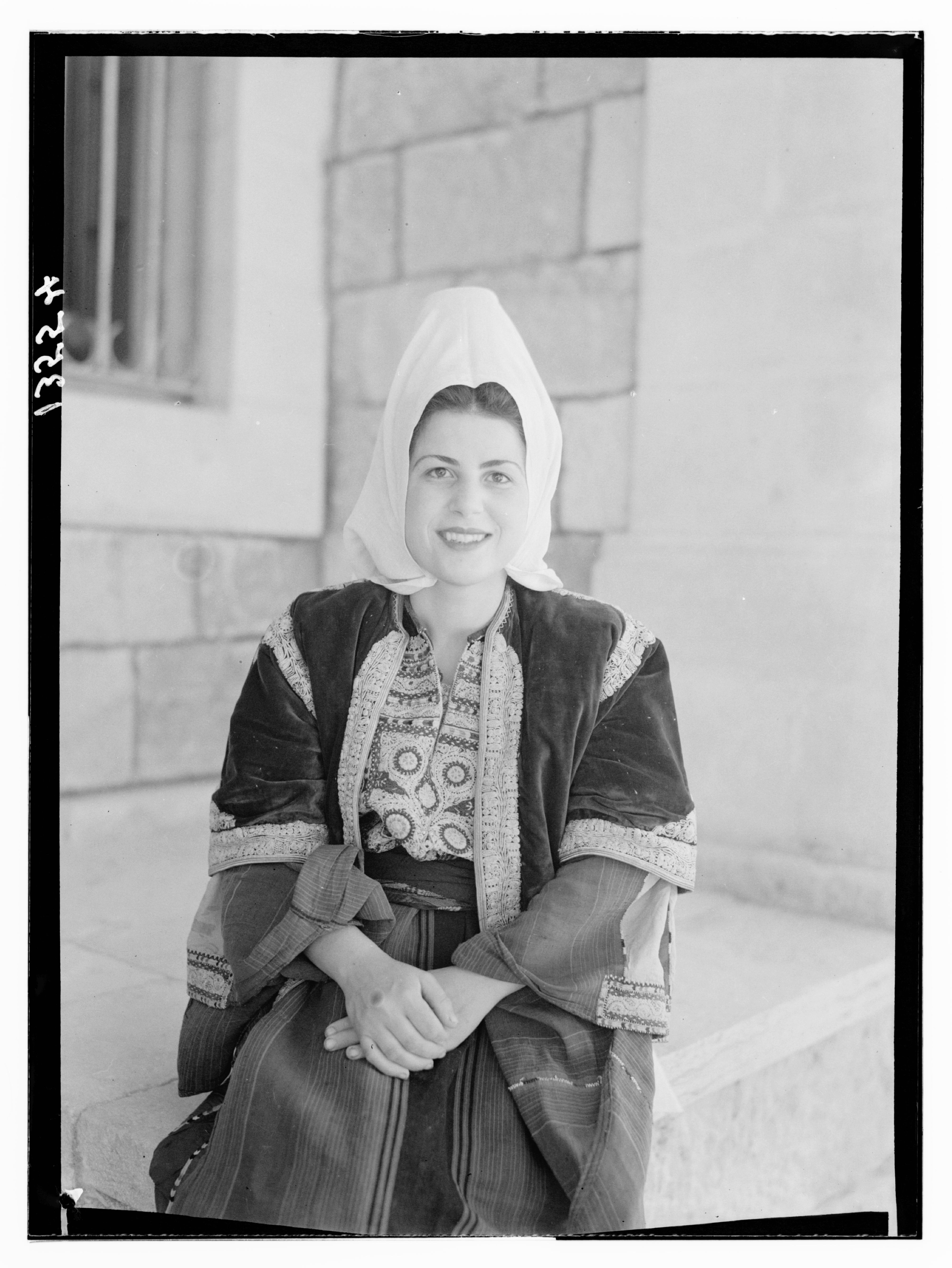
Женщина из Вифлеема, 1940-е годы.
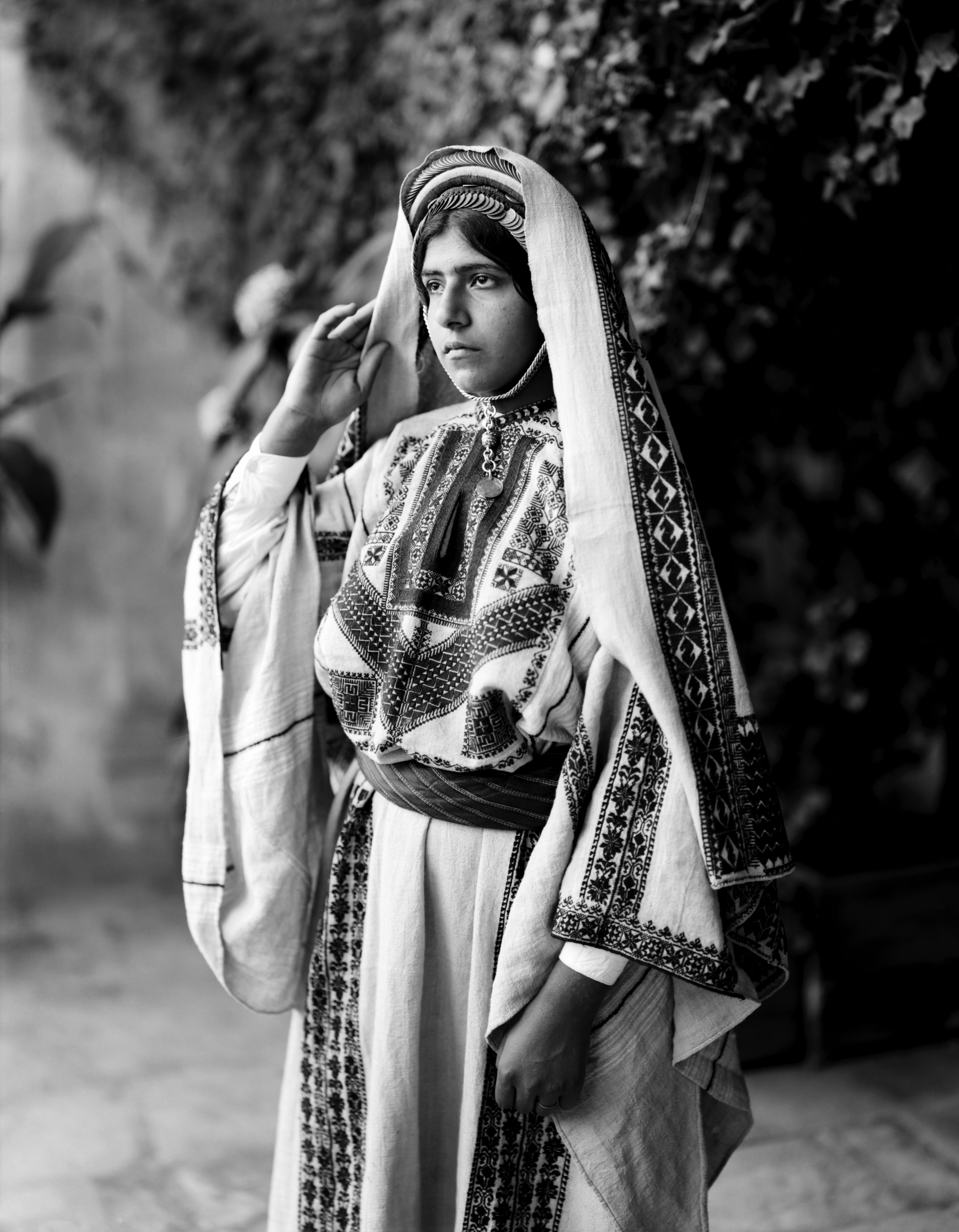
Молодая женщина из Рамаллы в приданом головном уборе, 1898–1914 годы.
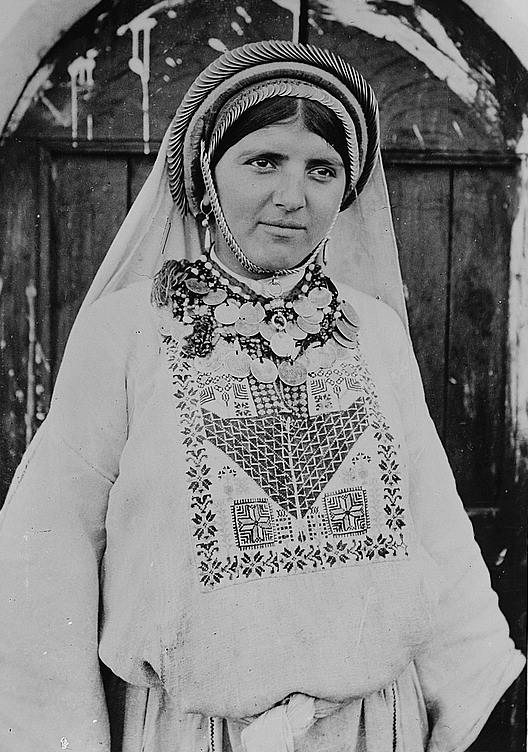
Женщина из Рамаллы, 1920 год, Библиотека Конгресса.
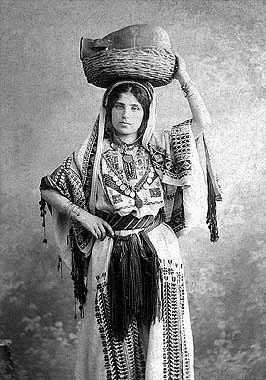
Традиционное женское платье девушки из Рамаллы, 1920 год.
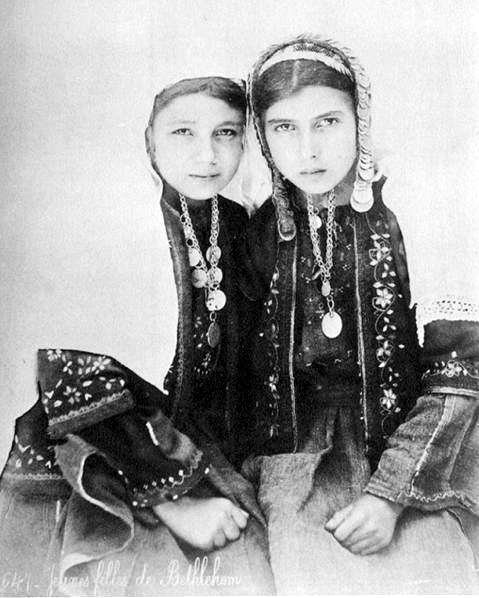
Девушки из Вифлеема, примерно 1885 год.

### Искусство
Подобно структуре общества, сфера искусства охватывает четыре основных географических центра: Западный берег, Сектор Газа, Израиль и диаспору в разных странах.
Современное палестинское искусство уходит своими корнями в народное искусство и традиционную христианскую и исламскую живопись, популярную в Палестине на протяжении веков. После 1948 года стали преобладать националистические темы, поскольку палестинские художники использовали различные средства массовой информации, чтобы выразить и исследовать свою связь со своей идентичностью.

#### Кино

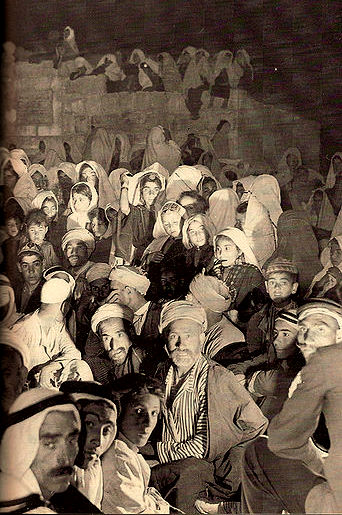
Сельские жители в Халхуле идут на показ фильма в кинотеатр под открытым небом, 1940 год.

Палестинская кинематография, относительно молодая по сравнению с арабским кинематографом в целом, получает большую поддержку от европейских стран и израильтян. Палестинские фильмы снимаются не только на арабском языке; некоторые из них снимаются на английском, французском или иврите. Было снято более 800 фильмов о палестинцах, израильско-палестинском конфликте и других связанных с ним темах; в пример можно привести «Божественное вмешательство» и «Рай сегодня».

#### Литература

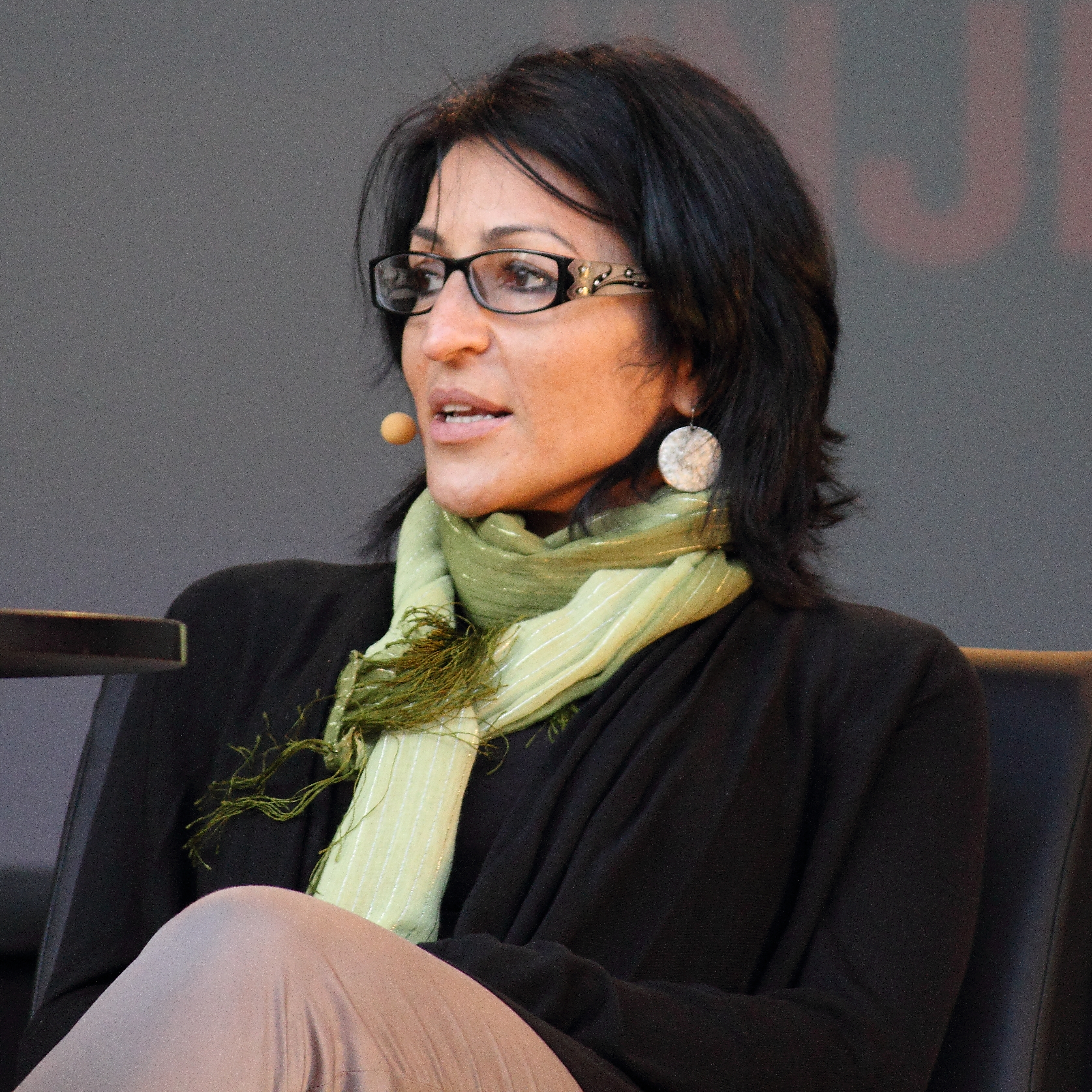
Палестинская писательница Сьюзан Абулхава.

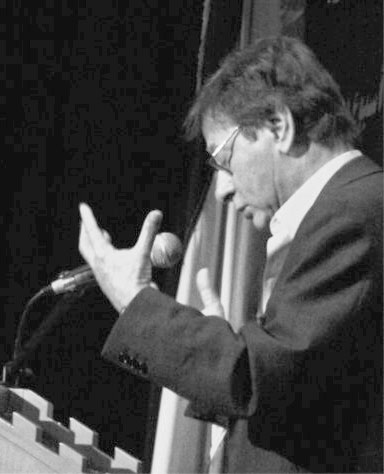
Махмуд Дарвиш, палестинский поэт.

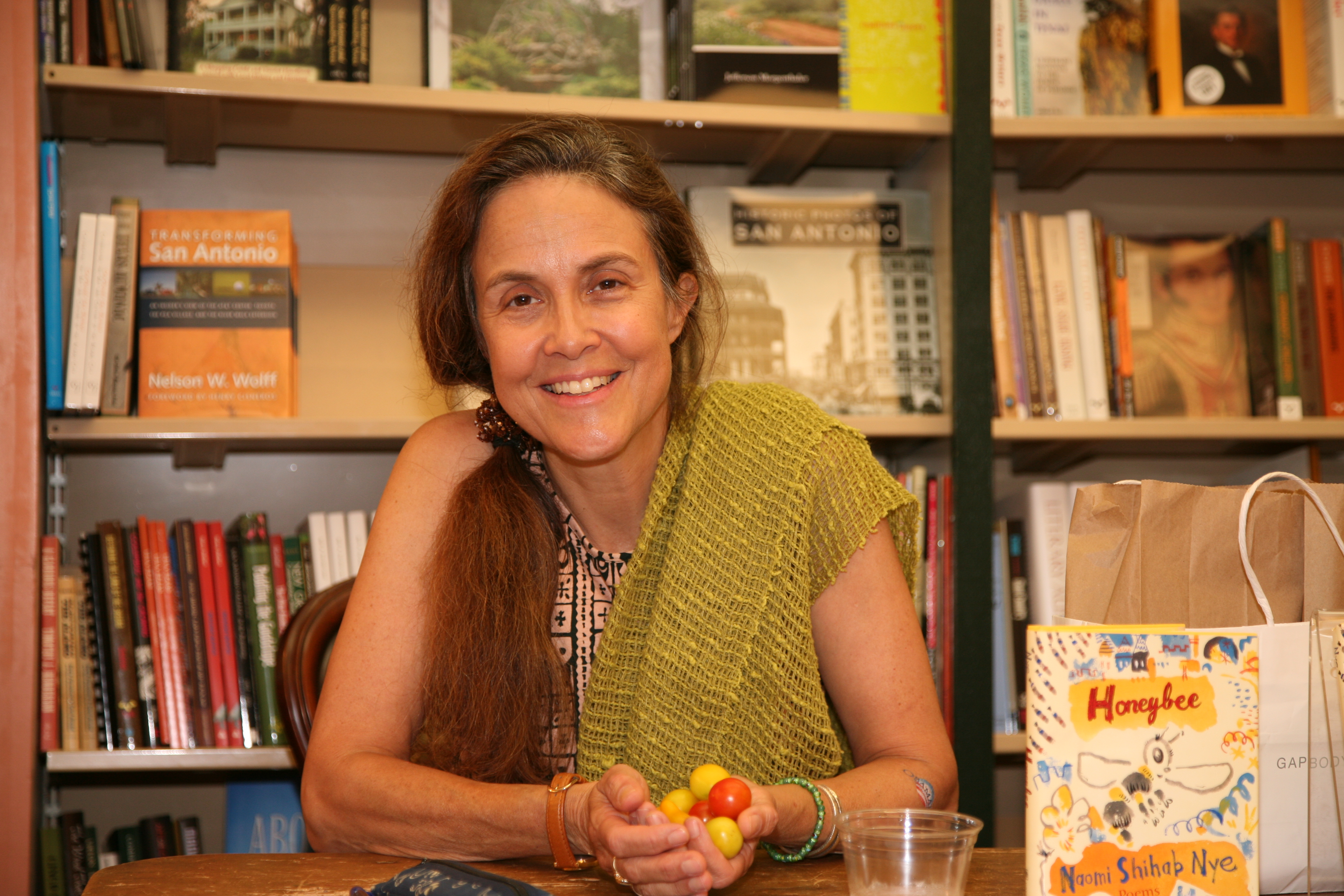
Палестинско-американская писательница Наоми Шихаб Най.

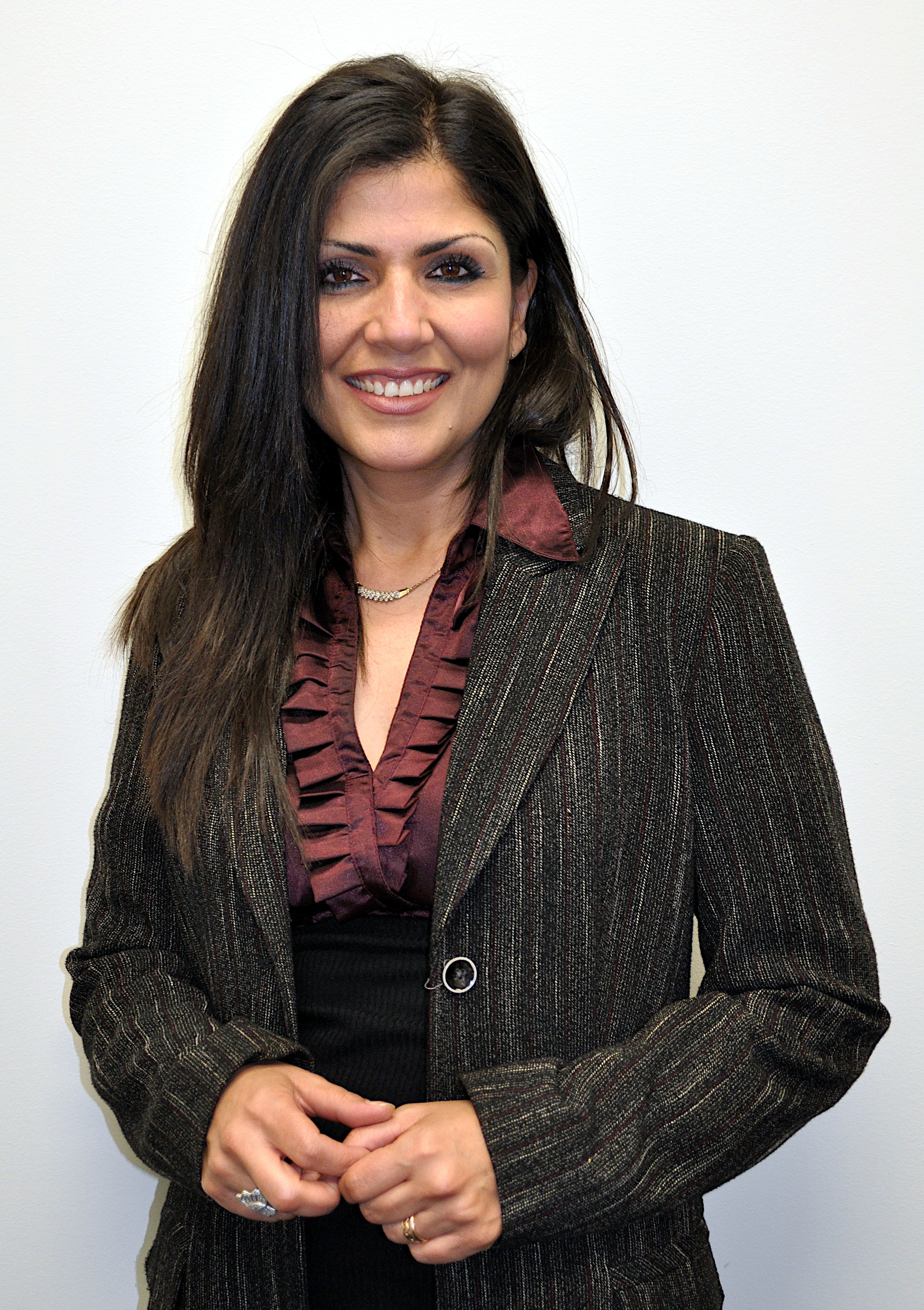
Самах Сабави — палестинский драматург, писательница и журналист.

#### Музыка

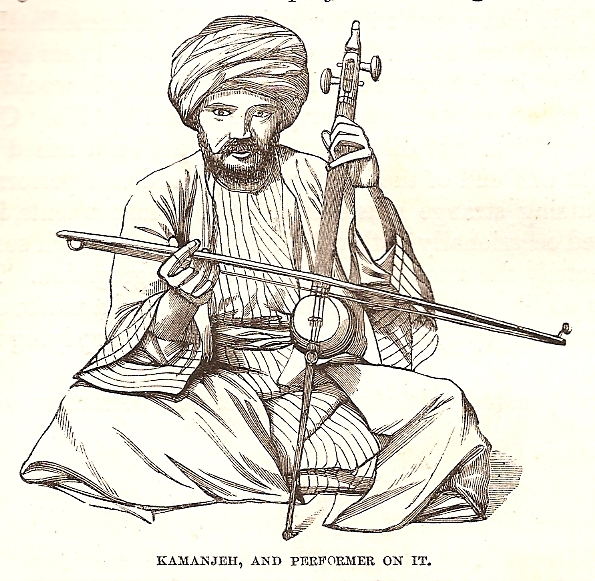
Исполнитель музыки играющий на камандже в Иерусалиме, 1859 год.

Палестинская музыка хорошо известна во всём арабском мире. После 1948 года появилась новая волна исполнителей с отчётливо палестинскими темами, связанными с мечтами о государственности и растущими националистическими настроениями. В дополнение к заджалу и атаабе традиционные палестинские песни включают «Бейн Аль-Давай», «Аль-Розана», «Зариф-Аль-Тул» и «Аль-Майяна», «Далона», «Сахджа/Саамир», «Загарит». На протяжении трёх десятилетий палестинская национальная музыкальная и танцевальная труппа («Эль-Фунун») и Мохсен Субхи переосмыслили и перестроили традиционные свадебные песни, такие как «Мишаль» (1986 год), «Мардж Ибн Амер» (1989 год) и «Загарид» (1997 год). Атааба — это форма народного пения, состоящая из четырёх стихов, следующих определённой форме и метру. Отличительной особенностью атаабы является то, что первые три стиха заканчиваются одним и тем же словом, означающим три разные вещи, а четвёртый стих служит заключением. За ним обычно следует далуна.
Рим Келани — один из выдающихся исследователей и исполнителей современной музыки с особым палестинским повествованием и наследием. Её дебютный сольный альбом 2006 года «Бегущая газель: палестинские песни с Родины и диаспоры» состоял из исследований Келани и аранжировки пяти традиционных палестинских песен, в то время как остальные пять песен были её собственными музыкальными установками популярной поэзии сопротивления таких авторов, как Махмуд Дарвиш, Сальма Хадра Джейюси, Рашид Хусейн и Махмуд Салим аль-Хаут. Все песни в альбоме относятся к «Палестине до 1948 года».

##### Палестинский хип-хоп

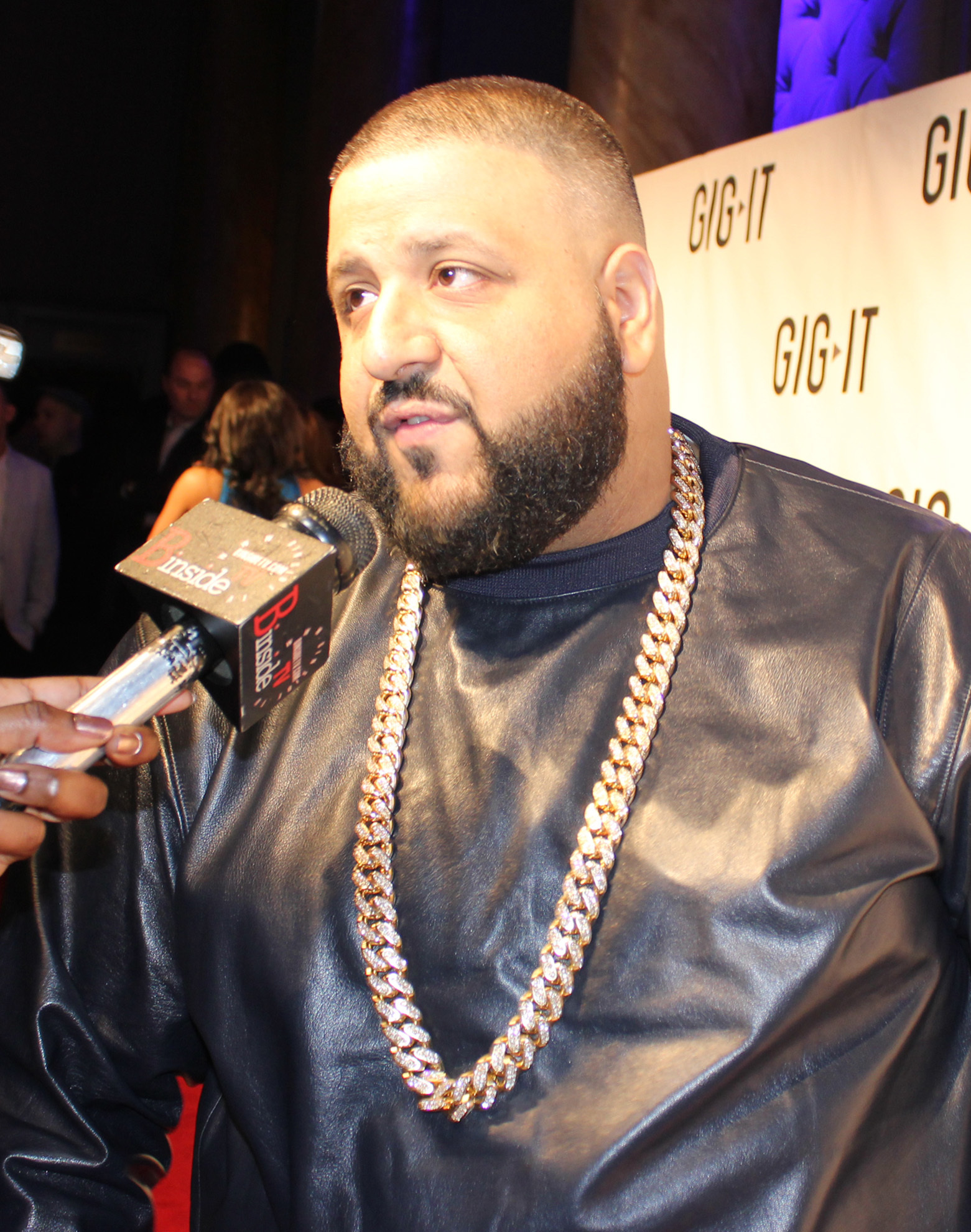
Американский радиоведущий, музыкальный продюсер и диджей палестинского происхождения DJ Khaled.

Палестинский хип-хоп, как сообщается, зародился в 1998 году у группы Тамера Нафара «DAM». Был создан новый палестинский музыкальный поджанр, в котором сочетаются арабские мелодии и хип-хоп-ритмы. Тексты песен часто поются на арабском, иврите, английском, а иногда и французском. С тех пор новый палестинский музыкальный поджанр расширился и включает в себя артистов на палестинских территориях, в Израиле, Великобритании, США и Канаде.
Заимствуя традиционную рэп-музыку, впервые появившуюся в Нью-Йорке в 1970-х годах, «молодые палестинские музыканты адаптировали стиль, чтобы выразить своё недовольство социальным и политическим климатом, в котором они живут и работают». Палестинский хип-хоп работает над тем, чтобы бросить вызов стереотипам и спровоцировать диалог об израильско-палестинском конфликте. Палестинские хип-хоп-исполнители подверглись сильному влиянию американских негритянских рэперов. Тамар Нафар говорил: «Когда я услышал, как Тупак пел „это мир белого человека“, я решил серьёзно отнестись к хип-хопу». В дополнение к влиянию американского хип-хопа он также включает в себя музыкальные элементы из палестинской и арабской музыки, включая «zajal», «mawwal» и «saj», которые можно сравнить с арабскими разговорными словами, а также включает в себя перкуссию и лиризм арабской музыки.
Исторически музыка служила неотъемлемым сопровождением различных социальных и религиозных ритуалов и церемоний в палестинском обществе. Большая часть ближневосточных и арабских струнных инструментов, используемых в классической палестинской музыке, отбирается поверх хип-хоп-ритмов как в израильском, так и в палестинском хип-хопе в рамках совместного процесса локализации. Точно так же, как израильский хип-хоп, в котором подчёркивается ударная сила еврейского языка, палестинская музыка всегда вращалась вокруг ритмической специфики и плавного мелодического тона арабского языка. С музыкальной точки зрения палестинские песни обычно представляют собой чистую мелодию, исполняемую монофонически со сложными вокальными украшениями и сильными ударными ритмами. Наличие ручного барабана в классической палестинской музыке указывает на культурную эстетику, способствующую вокальной, словесной и инструментальной перкуссии, которые служат основополагающими элементами хип-хопа. Этот хип-хоп присоединяется к «более давней традиции революционной, подпольной, арабской музыки и политических песен, которые поддерживали палестинское сопротивление». Этот поджанр послужил способом политизации палестинского вопроса с помощью музыки.

#### Танец
Дабке, левантийский арабский народный танцевальный стиль, местные палестинские версии которого были заимствованы палестинскими националистами после 1967 года, имеет, по мнению одного учёного, возможные корни, которые могут восходить к древним ханаанским обрядам плодородия. Он отмечен синхронными прыжками, топотом и движениями, похожими на чечётку. Одну версию исполняют мужчины, другую — женщины.

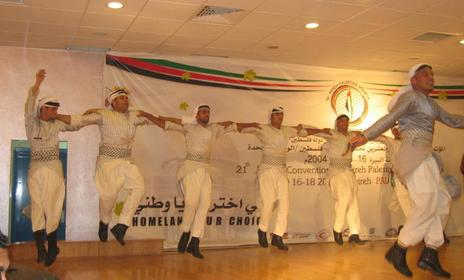
Танец дабке в исполнении мужчин.
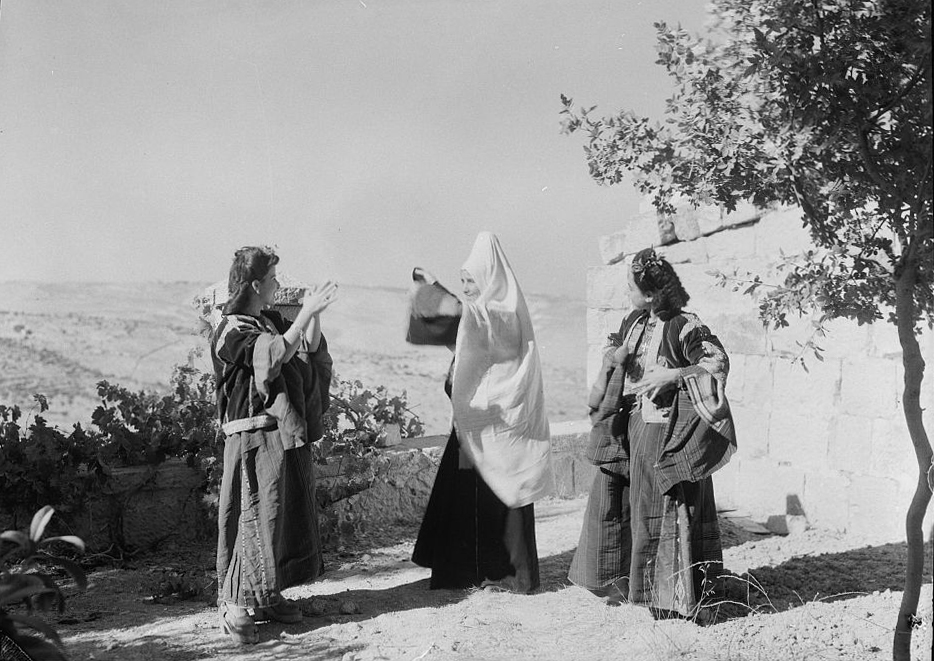
Палестинские женщины исполняют традиционный танец, Вифлеем, 1936 год.